# Florin Tănase
Florin Tănase (n. 30 decembrie 1994, Găești, România) este un fotbalist român, care joacă pe post de mijlocaș ofensiv sau mijlocaș lateral la FCSB în SuperLiga României. Pe plan internațional, are prezențe la națională pentru România Sub-21 și România.

## Cariera

### FCSB
Pe 8 august 2016, FCSB l-a transferat pe Tănase pentru suma de 1.5 milioane, jucătorul semnând un contract pe cinci ani cu o clauză de reziliere de 30 de milioane de euro.

### Echipa națională
A debutat la naționala României pe 31 mai 2014, într-un meci contra Albaniei (0–1), intrând la schimb în locul lui Alexandru Maxim în minutul 83 al meciului.
Antrenorul Cristian Dulca de la tineret consideră că are o „tehnică foarte bună, dribling foarte bun și execuții [...] de un calm rar”.

## Stil de joc
Tănase preferă să joace ca al doilea atacant, dar poate juca și ca extremă sau vârf. Gheorghe Hagi îl consideră unul din cei mai talentați fotbaliști din generația sa.

## Statistici
| Club               | Sezon         | Ligă    | Ligă   | Cupă    | Cupă   | Cupa Ligii | Cupa Ligii | Europa  | Europa | Altele  | Altele | Total   | Total  | Total |
| Club               | Sezon         | Meciuri | Goluri | Meciuri | Goluri | Meciuri    | Goluri     | Meciuri | Goluri | Meciuri | Goluri | Meciuri | Goluri |       |
| ------------------ | ------------- | ------- | ------ | ------- | ------ | ---------- | ---------- | ------- | ------ | ------- | ------ | ------- | ------ | ----- |
| Voluntari          | 2013–14       | 12      | 1      | 2       | 0      | -          | -          | -       | -      | -       | -      | 14      | 1      |       |
| Total              | Total         | 12      | 1      | 2       | 0      | -          | -          | -       | -      | -       | -      | 14      | 1      |       |
| Viitorul Constanța | 2013–14       | 12      | 3      | 0       | 0      | -          | -          | -       | -      | -       | -      | 12      | 3      |       |
| Viitorul Constanța | 2014–15       | 32      | 4      | 0       | 0      | 2          | 1          | -       | -      | -       | -      | 34      | 5      |       |
| Viitorul Constanța | 2015–16       | 32      | 15     | 1       | 1      | 1          | 0          | 2       | 0      | -       | -      | 13      | 5      |       |
| Total              | Total         | 76      | 22     | 1       | 1      | 3          | 1          | -       | -      | -       | -      | 79      | 24     |       |
| Steaua Bucuresti   | 2016-17       | 3       | 1      | 0       | 0      | 0          | 0          | 0       | 0      | 0       | 0      | 3       | 1      |       |
| Total              | Total         | 3       | 1      | 0       | 0      | 0          | 0          | 0       | 0      | 0       | 0      | 3       | 1      |       |
| Total carieră      | Total carieră | 91      | 24     | 3       | 1      | 3          | 1          | -       | -      | -       | -      | 93      | 25     |       |

Statistici actuale la 8 septembrie 2016

### Internațional
La 13 august 2016.
| România | România | România |
| An      | Meciuri | Goluri  |
| ------- | ------- | ------- |
| 2014    | 1       | 0       |
| 2016    | 1       | 0       |
| Total   | 2       | 0       |